# کاترینا گراهام
کاترینا الکساندر "کت" گراهام (به انگلیسی: Katerina Alexandre "Kat" Graham) (زاده ۵ سپتامبر ۱۹۸۹) یک بازیگر، مدل، خواننده و رقصندهٔ آمریکایی-سوئیسی است که بیشتر به خاطر ایفای نقش بانی بنت در سریال خاطرات خون‌آشام شهرت دارد.

## زندگی‌نامه
گراهام در ژنو، سوئیس به دنیا آمد و در لس آنجلس، کالیفرنیا رشد یافت، پدرش جوزف اهل لیبریا (کشوری در آفریقا) و مادرش ناتاشا یک روسی یهودی است. پدر او یک روزنامه‌نگار برای سازمان ملل متحد در سوئیس بود، در حالی که پدربزرگش به مدت چهل سال سفیر سازمان ملل در کشورهای هلند، سوئد، رومانی و کنیا بوده‌است، گراهام در مدرسهٔ عبری تحصیل کرده‌است، او به زبان‌های انگلیسی، فرانسوی و اسپانیایی صحبت می‌کند و همچنین به خوبی مقداری پرتغالی و عبری صحبت می‌کند.

## زندگی شخصی
گراهام به زبان‌های انگلیسی، اسپانیایی، فرانسوی، عبری و پرتغالی حرف می‌زند.
او در سال ۲۰۰۸ با کاترل گایدری وارد رابطه شد و در ۲۸ اکتبر ۲۰۱۲ با او نامزد کرد. آن‌ها در ۱۲ دسامبر ۲۰۱۴ از هم جدا شدند.